# Kimberlit
Kimberlit – rzadka ultramaficzna skała alkaliczna (potasowa), o porfirowej strukturze, bogatej w składniki lotne (CO2+H2O). Kimberlit cechuje się wysokim stężeniem pierwiastków śladowych z grupy pierwiastków niekompatybilnych. Według innych definicji kimberlit to porfirowy perydotyt alkaliczny, zawierający zaokrąglone lub skorodowane fenokryształy oliwinu (często zmienione wtórnie), flogopitu, Mg-ilmenitu, (Mg-FeTiO3), piropu [i Cr-piropu czyli Cr-Mg3Al2(SiO4)3] w drobnokrystalicznej masie zbudowanej z oliwinu, flogopitu, kalcytu, dolomitu, serpentynu, magnetytu, perowskitu i apatytu. Diamenty występują jako minerały akcesoryczne. Kimberlit to również potasowa skała ultramaficzna, bogata w składniki lotne, tworząca kominy, dajki i sille. Nierównokrystaliczna, porfirowa tekstura skały jest wynikiem obecności makrokryształów w drobnokrystalicznym matriksie. Często w kimberlitach występują ksenolity skał płaszcza wraz z ksenolitami i ksenokryształami skał skorupy. Ogółem to złożona skała hybrydalna, zbudowana z fragmentów skał wysokotemperaturowych (perydotyty, eklogity), zespołów makrokryształów, fragmentów skał otoczenia, magmy oraz składników lotnych (w tym zasymilowanych wód gruntowych). Nazwa kimberlit pochodzi od miejscowości Kimberley w Południowej Afryce, nadana w 1870 roku.

## Rodzaje kimberlitów
Klasyfikacja terenowa
- Kimberlity masywne
- Intruzywne brekcje kimberlitowe
- Tufy i tufobrekcje kimberlitowe

Klasyfikacja petrograficzna
- kimberlity bazaltowe
- kimberlity flogopitowe
- kimberlity wapniowe

Klasyfikacja w oparciu o skład izotopowy
- Grupa I - potasowe skały ultramaficzne, nierównokrystaliczne
- Grupa II - ultrapotasowe skały peralkaliczne

## Pochodzenie magm kimberlitowych
Przyjmuje się dwie koncepcje. Pierwsza to pochodzenie bezpośrednio z płaszcza, druga to topienie zmetasomatyzowanej litosfery kratonu.

## Występowanie
Afryka: RPA — okolice Kimberley, Transwal, Rodezja, Demokratyczna Republika Konga, w Kanadzie oraz na Syberii - Jakucja (zob. muzeum kimberlitów w Mirnym).